# Love Songs (The Alan Parsons Project)
Love Songs è una raccolta del gruppo progressive rock britannico The Alan Parsons Project, pubblicata nel maggio del 2002 dalla Arista Records.

## Descrizione
La raccolta è una selezione di quindici tra i migliori brani del The Alan Parsons Project, fondato nel 1975 da Alan Parsons ed Eric Woolfson.
I brani sono estratti dai seguenti album:
- 2 da Pyramid del 1978
- 2 da Eve del 1979
- 1 da The Turn of a Friendly Card del 1980
- 2 da Eye in the Sky del 1982
- 2 da Ammonia Avenue del 1984
- 2 da Vulture Culture del 1985
- 2 da Stereotomy del 1986
- 2 da Gaudi del 1987

Nella raccolta non vi sono brani strumentali.

## Tracce
Testi e musiche di Eric Woolfson e Alan Parsons; edizioni musicali Arista Records.
1. The Eagle Will Rise Again (Pyramid - 1978) – 4:20 – Voce: Colin Blunstone
2. Shadow of a Lonely Man (Pyramid - 1978) – 5:39 – Voce: John Miles
3. You Won't Be There (Eve - 1979) – 3:37 – Voce: Dave Townsend
4. If I Could Change Your Mind (Eve - 1979) – 5:51 – Voce: Lesley Duncan
5. Days Are Numbers (The Traveller) (Vulture Culture - 1985) – 4:02 – Voce: Chris Rainbow
6. The Same Old Sun (Vulture Culture - 1985) – 5:24 – Voce: Eric Woolfson
7. Limelight (Stereotomy - 1986) – 4:39 – Voce: Gary Brooker
8. Light Of The World (Stereotomy - 1986) – 6:22 – Voce: Graham Dye
9. Closer to Heaven (Gaudi - 1987) – 5:53 – Voce: Eric Woolfson
10. Inside Looking Out (Gaudi - 1987) – 6:22 – Voce: Eric Woolfson
11. Since the Last Goodbye (Ammonia Avenue - 1984) – 4:34 – Voce: Chris Rainbow
12. Ammonia Avenue (Ammonia Avenue - 1984) – 6:30 – Voce: Eric Woolfson
13. Time (The Turn of a Friendly Card - 1980) – 5:05 – Voce: Eric Woolfson
14. Eye in the Sky (Eye in the Sky - 1982) – 4:36 – Voce: Eric Woolfson
15. Old and Wise (Eye in the Sky - 1982) – 4:57 – Voce: Colin Blunstone

Durata totale: 77:51